# Heinrich Jacob Löpentin
Heinrich Jacob Löpentin (auch: Heinrich Jacob Leppentin und Heinrich Jakob Löppentin; * 3. Februar 1690 in Linden; begraben 31. August 1747 in Herrenhausen) war ein Kurfürstlich Braunschweig-Lüneburgischer Hofgärtnermeister.

## Leben
Heinrich Jacob Löpentin unterstützte zu Beginn des 18. Jahrhunderts in den Jahren 1709 bis 1711 als „Supernumerair-Gartengeselle“ den in Celle tätigen Vorstand des Französischen Gartens, Asmus Anthony. Etwa im selben Zeitraum beaufsichtigte Asmus Anthony von 1707 bis 1710 die Orangerie im Großen Garten von Herrenhausen vor Hannover.
Nach dem Tod des in Herrenhausen tätigen Pommeranzen- und Orangeriegärtners Anton Spanuth wurde Löpentin dessen Nachfolger. Ihm wurde hierfür das von dem Baumeister Johann Heinrich Westermann gemeinsam mit dem Gärtner des Küchengartens zu Linden, Johann Konrad Weffer, aufgenommene Inventar der Herrenhäuser Orangerie übergeben. Das Jahresgehalt des Staatsdieners betrug seinerzeit 300 Thaler. Er beherrschte noch zu Beginn des 18. Jahrhunderts die landesherrlichen Nutzpflanzen gleich sicher wie das dekorative Grün.

## Löpentinstraße
Die 1925 im hannoverschen Stadtteil angelegte und nach dem Hofgärtnermeister benannte Löpentinstraße verbindet die Böttcherstraße mit der Meldaustraße.